# (2053) Nuki
(2053) Nuki est un astéroïde de la ceinture principale.

## Description
(2053) Nuki est un astéroïde de la ceinture principale. Il fut découvert le 24 octobre 1976 à La Silla par Richard M. West. Il présente une orbite caractérisée par un demi-grand axe de 2,80 UA, une excentricité de 0,14 et une inclinaison de 8,5° par rapport à l'écliptique.

## Compléments